# 樗沢憲昭
樗沢 憲昭（ぶなさわ のりあき、1947年11月3日 - ）は、アメリカ在住の日本の柔道家 (柔道9段)。海外ではノリ・ブナサワ(Nori Bunasawa)としても知られる。1972年ミュンヘンオリンピックの米国のテクニカルコーチ。1975年世界柔道選手権大会における米国チームのコーチ。柔道、柔術リサーチャー、武道の歴史研究家や作家、スポーツジャーナリスト、俳優、ファイトコリオグラファー、脚本コンサルタントとしても活動している。1996年アトランタオリンピックでは IJF (国際柔道連盟)の主席報道官（プレスチーフ）を務める。
1979年アメリカでJudo Journal社を立ち上げる。同年から2008年まで英語版武道専門紙『Judo Jiujitsu Profighting Journal』を発刊する。柔道、柔術、相撲、BJJ（ブラジリアン柔術）、MMA（総合格闘技）、その他のプロ格闘技ニュースをカバー。その間、柔道家前田光世の人生を描いた本『The Toughest Man Who Ever Lived』を2007年にアメリカで出版。2019年、ハリウッド大手プロダクションとの間でこの本の映画化が決定、と同時にこの映画のスクリプト（脚本）コンサルタントとアクションコリオグラファー（技術指導）も兼任する。また2000年には前田光世の戦術、戦法をベースにした新武道流派「ブナサワ柔拳道」を創設する。　

## 経歴
浦和市（現：さいたま市）出身。高校は地元の市立浦和高校に進学する。上の兄と同じ柔道部に籍を置く。高校在学中は柔道指導者がいなかったため、兄が在学中の早稲田大学柔道部の練習にも参加し技術と技を磨く。高校3年の時、埼玉高校柔道選手権大会兼インターハイ予選で中量級を制覇し優勝する。その年の埼玉県代表として熊本のインターハイに出場する。インターハイではベスト8に進出した。
1966年高校卒業とともに早稲田大学に入学し兄樗沢隆治が４年生だった柔道部に所属する。専門は社会学、1970年社会科学部の学士号を取得し卒業する。早大柔道部時代は大澤慶巳十段、山本秀雄九段、富木謙治（富木合気道創設者）に師事する。海外では「鬼の木村」、ブラジリアン柔術の「Kimura ロック」で有名な木村政彦七段にに師事する。その間木村師範の講習会をカリフォルニアで2度開催する。講習会には300人を超す武道家が集まった。

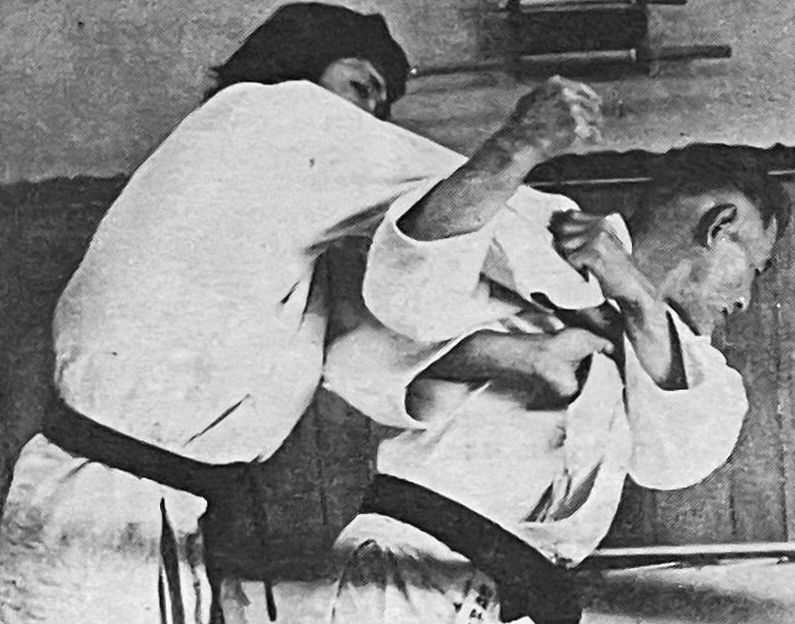
木村政彦が得意技の一つである特別な改良型一本背負投を樗沢憲昭にかける瞬間。

大学３年の時東京学生柔道体重別選手権大会で軽中量級（-70kg）を制覇し優勝する。その戦績を評価され、その年の 1969年全日本選抜柔道体重別選手権大会兼メキシコシティ世界選手権大会予選の全日本選抜トップ８選手に抜擢される。二人の世界チャンピオが凌ぎを削る軽量級（-70kｇ）の錚々たるメンバーの中、世界チャンピオンの湊谷弘、 松田博文、アジアチャンピオンの山崎祐次郎と対戦する。初戦，準決勝と山崎、松田、両選手を破り決勝戦に進出する。決勝戦においても試合開始早々得意の左体落しから右への変化技ー本背負いで湊谷選手からも「技有りに近い技」のポイントを取り優勢に試合を進めるも準優勝に留まる。得意技は一本背負投、体落、巴投、大外刈。

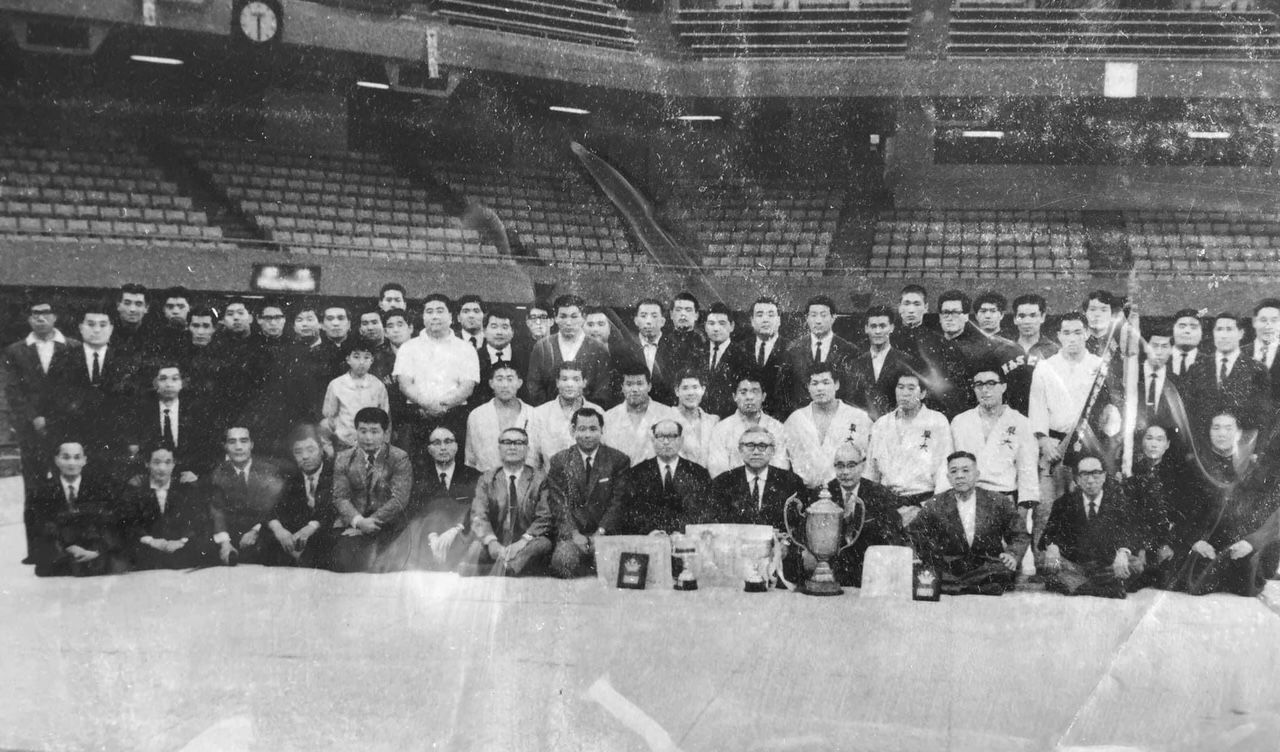
座っている列（前列）、左から8番目：大澤慶巳（おおさわ よしみ）、左から9番目：山本秀雄（やまもと ひでお）、中央の列に座っている樗沢憲昭（ぶなさわ のりあき）（左から4番目、柔道着姿）。

全柔連強化委員会はその年の8月にメキシコシティ世界選手権最終選考強化合宿のメンバーに頭角を現した新人樗沢を指名し招待する。その時のメンバーには後のオリンピック金メダリストの野村豊和や園田勇、そして世界チャンピオンになった園田義男らもいた。
メキシコシティーの高地に合わせた長野県高峰高原での最終合宿の後、全柔連強化委員会の委員長浜野正平（四国出身）は全日本選抜優勝の湊谷弘と2番手に河野義光（四国出身）を選んだ。しかし河野は一回戦で世界チャンピオンの松田に敗退している。その松田も準決勝で新人の樗沢に（技有り近い技）で負け敗退している。その為この采配は後に物議を醸す結果となった。新人で全日本選抜準優勝の樗沢憲昭と後の世界チャンピオンになった津沢寿志は-70kg級のリザーブポジションに回された。
早大卒業後、1972年に大学留学のため渡米する。カリフォルニアを経て、1973年にペンシルベニア州に所在するエジンバラ大学の柔道部監督に招かれる。その間大学で医学系コースの科目を習得し医大を目指す。1974年には同州に所在するジョーンズタウンに移りカ-ネマ- バリー総合病院メディカルセンターでメディカルテクニシャンとして医大への勉強を継続する。その間ペンシルベニア州立インディアナ大学の柔道チームのコーチも兼任する。
1975年、オートモビルタイクーンのウィラード・ロバートソンが設立した、総工費600万ドル（2023年現在の貨幣換算よると88億円に相当する）を掛けて設計されたアーカンソー州に所在する「イチバンスポーツセンター」に主席柔道師範として迎えられる。このスポーツセンターは当時としては全米最高峰の設備の整ったスポーツ施設であった。その後1975年10月に開催されたウィーンの世界柔道選手権大会のアメリカ代表チームのヘッド強化コーチを務める。

ウィラード・ロバートソンはアメリカ国内で多くの政治的なつながりを持っており、特に時の大統領とは緊密な関係であった。そして1976年のモントリオール・オリンピックが来た。その時ロバ-トソンは樗沢にアメリカ代表として出場するように依頼して来た。出場すれば人生を変えるほどの大きな報酬を与えるというものだった。しかし、当時日本では国籍を変えて出場することは国賊的な行為で有り、特に日本への裏切者になると言われた樗沢は考えた結果、この申し出を断った。樗沢は回顧録で大変大きなチャンスを断った。今だったら確実に受け入れて居ただろうと話す。

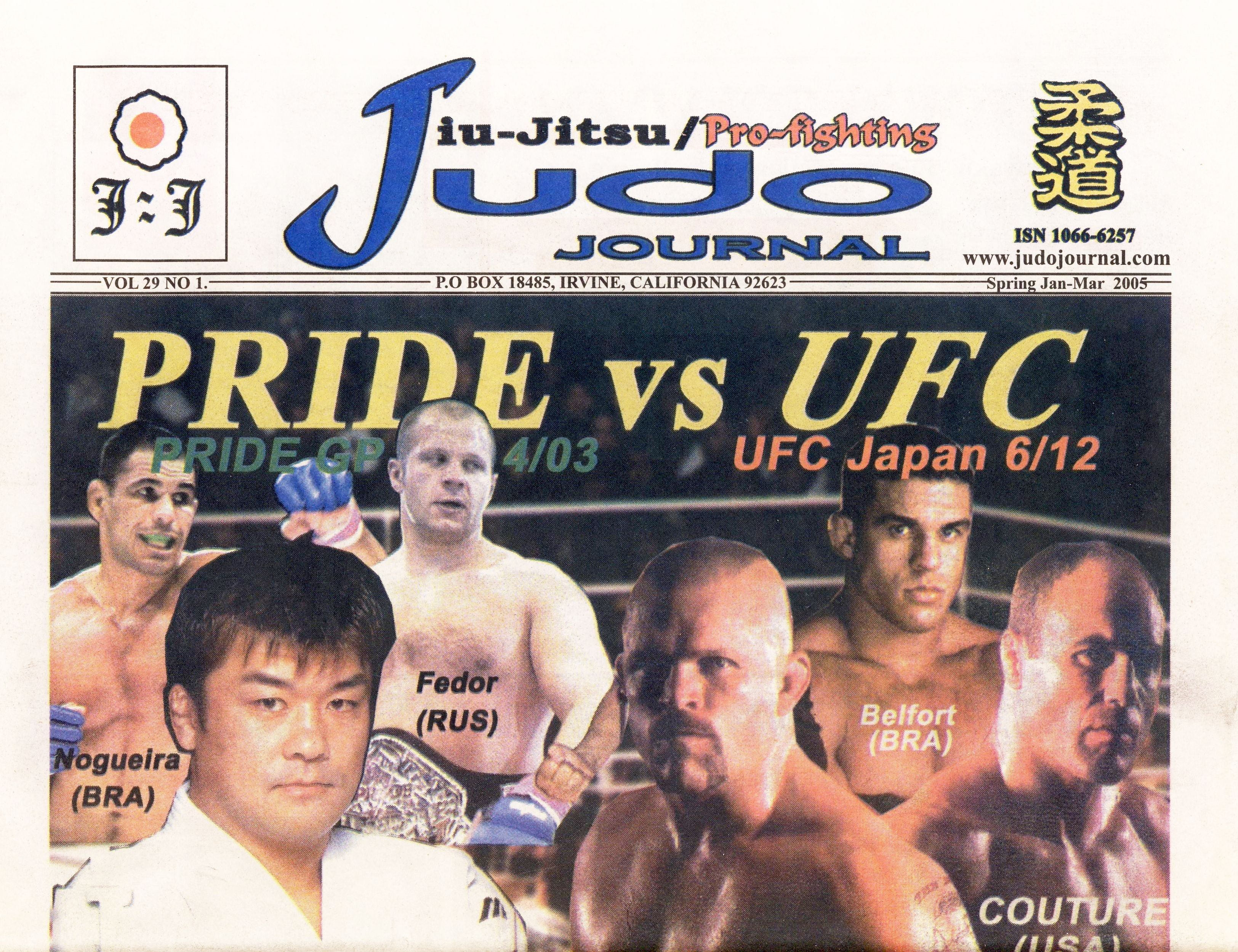
『Judo Jiujitsu Pro-fighting Journal』Vol.29 No.1

1978年、樗沢は専門紙『Judo Journal』を米国で創刊、同年6月に初版が発行された。初期は柔道専門紙であったが、1990年代頃から台頭してきたブラジリアン柔術(BJJ)ベースの総合格闘技(MMA)の影響もあり、柔道のほか、BJJ、相撲、空手、キックボクシングなど全てのプロ格闘技をカバーする専門紙となり、タイトルも『Judo Jiujitsu Pro-fighting Journal』に変更する。最終号は2006年4月号であった。
前田光世の生涯を描いた連載シリーズ「Mitsuyo Maeda」が、『Judo Journal』に1995年から連載された。このシリーズは大好評を博し、後に樗沢とジョン・マリーの共著として2007年に前田光世の伝記『The Toughest Man Who Ever Lived』が初版として発行された。
2000年、前田光世の生涯と戦術、日本武道の歴史について広範な研究を行い、さらに自身が発行していた新聞『柔道・柔術プロファイティング・ジャーナル』の取材等で分析した総合格闘技の試合内容を綿密に検証した上で、彼は新たな武道流派ブナサワ柔拳道を後世に伝える為めに創設した。

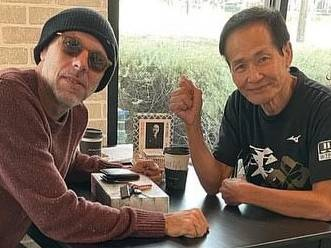
樗沢憲昭 ジョゼ・パジーリャ １０月２７日、２０２３年

2019年、ハリウッド大手プロダクションとの間でこの前田本の映画化が決定、と同時にこの映画のスクリプト（脚本）コンサルタントとアクションコリオグラファー（技術指導）も兼任する。監督は「ロボコップ」やネットフリックス ヒットシリーズ「ナルコス」で有名な ”ジョゼ・パジーリャ氏” がメガホンを取る。
また樗沢は1969年の全日本選抜柔道体重別選手権大会準優勝から58年後の２０２４年,１１月４日にアメリカ, ラスベガスで開催されたIJF（世界柔道連盟）主催の世界選手権に７７歳の最年長で初挑戦し－６０ｋｇ級（M9）で銅メダルを獲得した。この参戦は柔道界で話題になった。

## 作品一覧
| 作品名                          | 出版社                            | 出版年月日   | 各国語翻訳一覧 | 備考                |
| ------------------------------- | --------------------------------- | ------------ | -------------- | ------------------- |
| The Toughest Man Who Ever Lived | Judo Journal and Innovations Inc. | 2007年1月7日 |                | John Murrayとの共著 |

## 出演

### 映画
- 硫黄島からの手紙 Letters from Iwo Jima（2006年、ワーナーブラザーズ、クリント・イーストウッド 監督） -  日本のジャーナリスト
- Martial Marshal（1990年、メリットプロダクション、ロン・カーレン監督） -  ゴンジ・タマシタ（主演）